# حرملة بن يحيى
أبو عبد الله حرملة بن يحيى بن عبد الله بن حرملة بن عمران ابن قراد التجيبي المصري (166- 243 هـ الموافق 782- 858 م،) صاحب الإمام الشافعي، وأحد رواة مذهبه الجديد بمصر. كان إماماً جليلاً، رفيع الشأن، كثير الرواية والحديث، أكثر الإمام مسلم من الرواية عنه في صحيحه. قال أحمد بن صالح المصري: «صنف ابن وهب مائة ألف وعشرين ألف حديث، عند بعض الناس منها النصف – يعني نفسه – وعند بعض الناس الكل – يعني حرملة».
وحرملة من أصحاب الوجوه في المذهب الشافعي، يخرجها على أصول الشافعي، إلا أنه قد ينفرد في بعض المسائل، ويخرج عن المذهب تأصيلاً وتفريعاً، كما قد يفعل ذلك المزني وغيره في بعض الأحايين، كما قاله ابن السبكي. وحرملة مع شهرته في الحديث والفقه، إلا أنه لم تصل مرتبته إلى مرتبة المزني والربيع المرادي في الرواية عن الشافعي. قال الإمام النووي: «روينا عن أبي سليمان الخطابي في أول كتابه «معلم السنن» أن أصحاب الشافعي المتقدمين يعتمدون روايات المزني والربيع المرادي عن الشافعي ما لا يعتمدون حرملة والربيع الجيزي رحمهم الله أجمعين». تكرر اسم حرملة في «المهذب» و«الوسيط» و«الشرح الكبير» و «الروضة» وغيرها من كتب المذهب.

## مصنفاته
1. المختصر المسمى باسمه «مختصر حرملة» الذي دوّن فيه أقوال الشافعي ومذهبه، كمختصر المزني والبويطي.
2. المبسوط.

## من رواياته
1. قال حرملة: سمعت الشافعي يقول: ما حلفت بالله صادقا ولا كاذبا قط.
2. قال: وسمعته يقول: ما تُقُرِّبَ إلى الله عز وجل بعد أداء الفرائض بأفضل من طلب العلم.
3. قال حرملة: سمعت سفيان بن عيينة يقول في تفسير حديث النبي ﷺ: «ليس منا من لم يتغن بالقرآن» قال: يستغني به. وقال الشافعي: ليس هو هكذا، لو كان هكذا لقال: يتغانا، إنما هو يتحزن، ويترنم به، ويقرأه حدراً وتحزيناً.
4. قال حرملة: سمعت الشافعي يقول: من زعم من أهل العدالة أنه يرى الجن أبطلنا شهادته، لقوله تعالي: «إنه يراكم هو وقبيله من حيث لا ترونهم» إلا أن يكون نبياً.

ومن الغرائب عن حرملة:
1. ذهب حرملة إلى أن من رهن عيناً عند من هي عنده بوديعة أو نحوها، أنه لا حاجة إلى مضي زمان يتأتى في صورة القبض. وأصح الطرق في المذهب كما قال ابن السبكي أنه لا بد من مضي زمان يتأتى فيه صورة القبض، على تفصيل في المسألة.
2. ذهب حرملة إلى أنه إذا وجد ماء طاهراً وماء نجساً، واحتاج إلى الطهارة توضأ بالطاهر، وشرب النجس. وأنكره الشاشي، واختار أنه يشرب الطاهر ويتيمم، وصححه النووي.

## وفاته
توفي حرملة سنة ثلاث وأربعين ومائتين (243هـ)، وقال ابن عدي توفي سنة أربع وأربعين (244هـ).